# Apple Bandai Pippin
Apple Bandai Pippin, stylizované jako "PiP P!N", je multimediální herní konzole, vytvořená společností Apple Computer. Konzole byla založena na platformě Apple Pippin – derivát Apple Macintosh platformy. Konzole byla vydána v letech 1996 a 1997.
Cílem Bandai Pippin bylo vytvořit levný počítač zaměřený především na přehrávání CD-multimediálního softwaru, zejména hry, ale také funguje jako tenký klient. Operační systém byla v podstatě verze Systému 7.5.2, a byla založena na 66 MHz PowerPC 603 procesoru a 14,4 kb/s modemu. To představovalo 4× rychlejší CD-ROM mechanikou a video výstup, který by se mohl připojit ke standardnímu televizi displej.

## Marketing
V Japonsku, Bandai vyrábí systémy založené na Pipinu tzv. Pipin Atmark (ピピンアットマーク Pipin Attomāku).
Ve Spojených státech a většině částí Evropy, se Bandai jmenuje systém Bandai Pippin @WORLD. @WORLD měl stejné specifikace jako Pipin Atmark, ale běžel na anglické verzi Mac OS.